# Konciliet i Konstanz

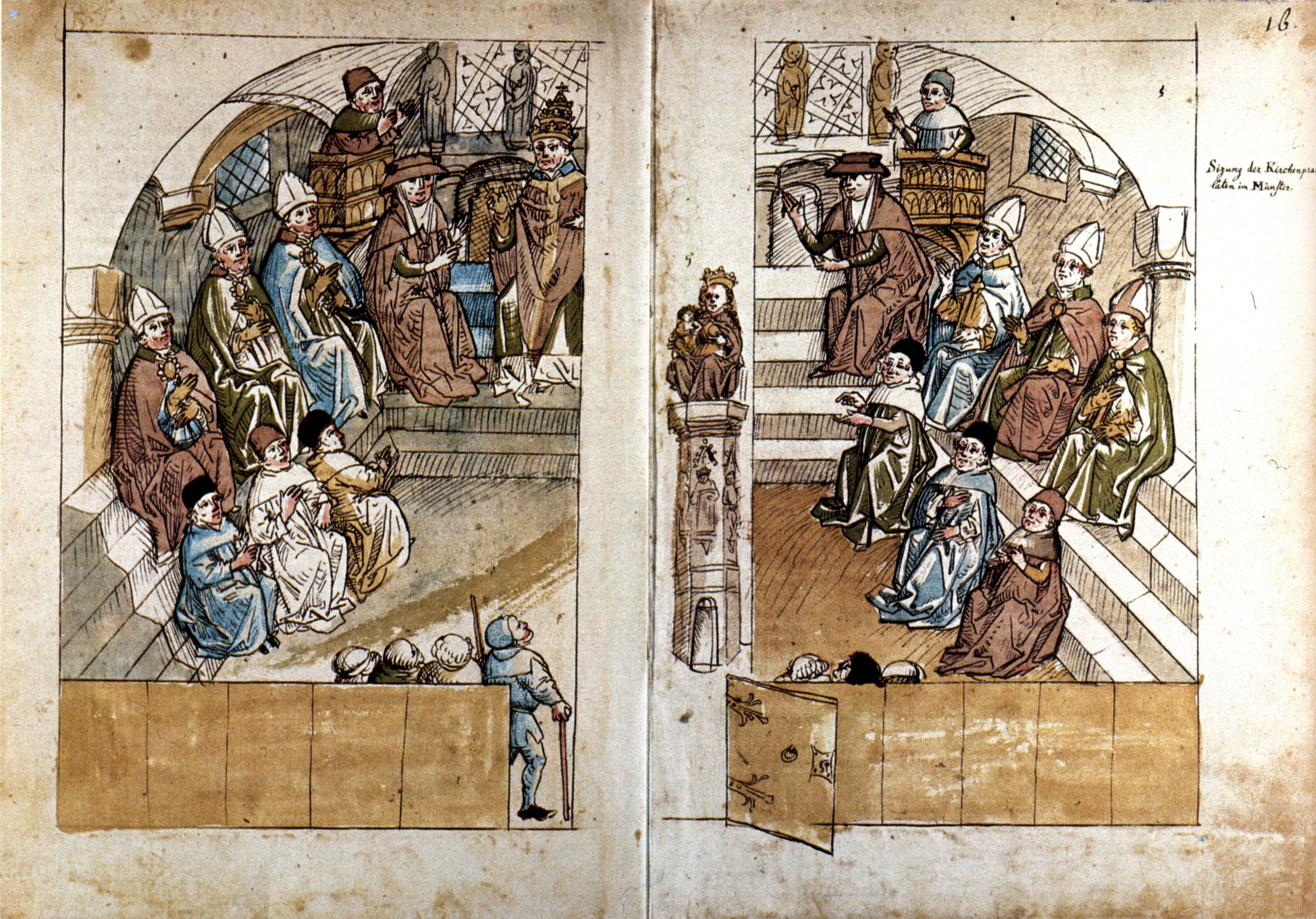
Påven Johannes XXIII debatterar med biskopar vid konciliet i Konstanz.

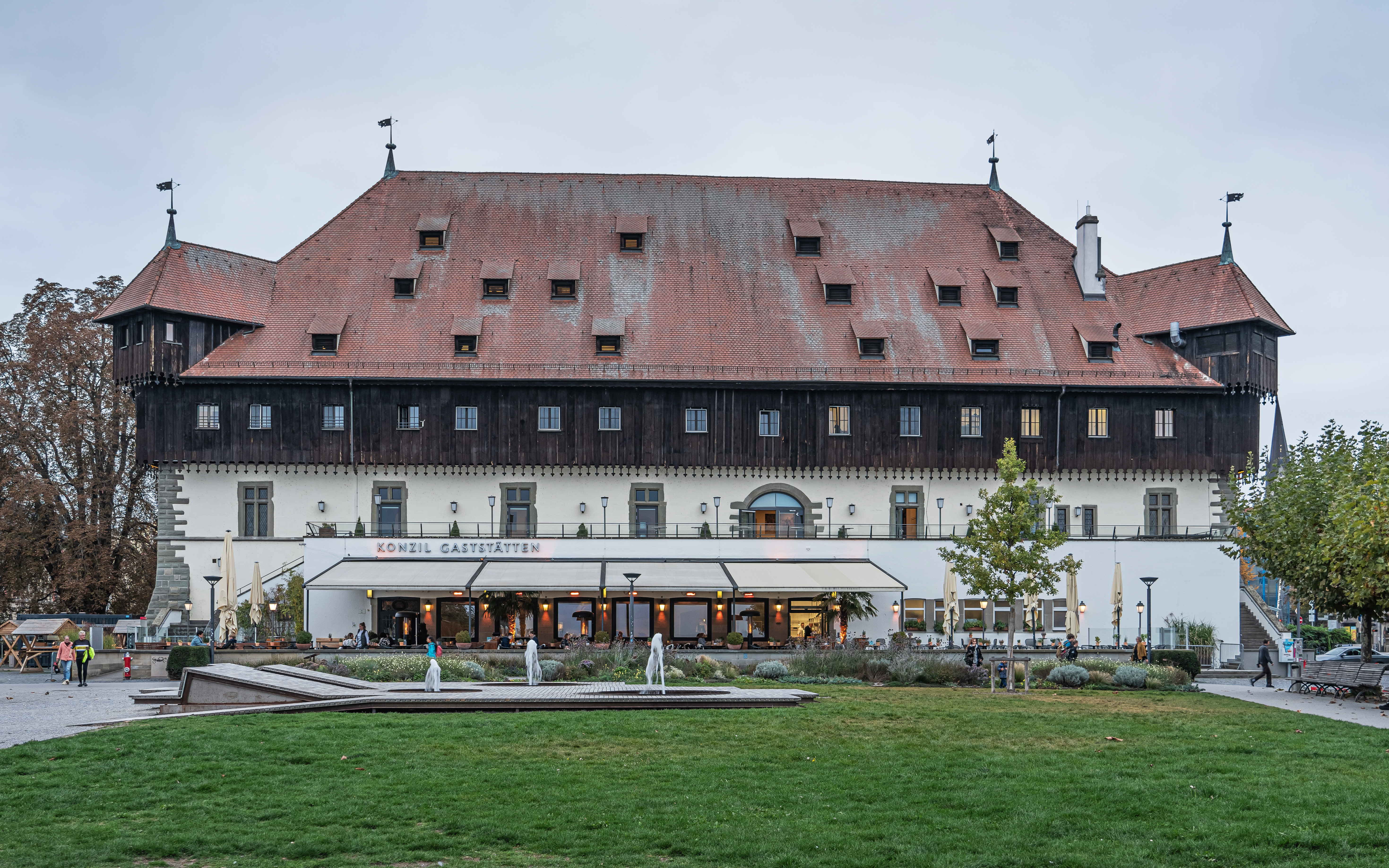
Byggnaden konciliet hölls i nyttjas i dag som restaurang och konferenslokal.

Konciliet i Konstanz var det andra i ordningen och det märkligaste av de så kallade tre reformatoriska kyrkomötena i slutet av medeltiden. Det sammanträdde i Konstanz den 5 november 1414 och avslutades den 22 april 1418. 

## Historik

### Bakgrund
Den illa beryktade påven Johannes XXIII såg sig tvingad att mot sin vilja sammankalla detta kyrkomöte, för att häva den då ännu pågående stora schismen. Konciliet ger en bild av hela den romersk-katolska kyrkan under denna tid, med hennes motsatser av å ena sidan världslig härsklystnad inom kyrkan, lyx, sedeslöshet samt å andra sidan verklig fromhet, parad med ett djupt känt behov av en kyrkoreformation. 

### Deltagare och agenda
Påven infann sig med ett stort följe. Övriga representanter för kyrkan var, förutom tre patriarker, omkring (uppgifterna varierar) 30 kardinaler, 40 ärkebiskopar, 150 biskopar, 120 abbotar, 2 000 präster, 6 000 munkar av olika ordnar (bland andra Vadstenamunken Jöns Håkansson, som 1421 blev ärkebiskop i Uppsala) och hundratals teologie doktorer och professorer vid universiteten. Kejsar Sigismund, fyra kurfurstar, 24 andra furstar och hertigar, en stor mängd adelsmän, alla med uppvaktning och tjänare, representerade det världsliga elementet. 
Dessutom hade infunnit sig i staden en massa människor av olika slag, som tänkte dra privata fördelar av mötet, såsom handelsmän och schackrare, fala kvinnor och skådespelare samt gycklare, så att man räknade över 50 000 främlingar i staden. Bland de verkliga reformationsvännerna märktes i främsta rummet de båda fransmännen kardinalen Pierre d’Ailly och kanslern för universitetet i Paris Jean Charlier de Gerson. 
Mötet förelade sig tre huvuduppgifter: 
1. Upphävande av den påvliga schismen
2. Bedömning av John Wycliffes och Jan Hus läror
3. Kyrkans reformation ”till huvud och lemmar”

Påven Johannes hade medfört en mängd italienska prelater och präster, för han hoppades på deras röster för sin egen räkning. Mötet beslutade emellertid att rösta efter nation, inte per capita. Fem nationsgrupper bildades: en tysk (till vilken även Skandinavien räknades), en fransk, en engelsk, en italiensk och en spansk. 

### Beslut

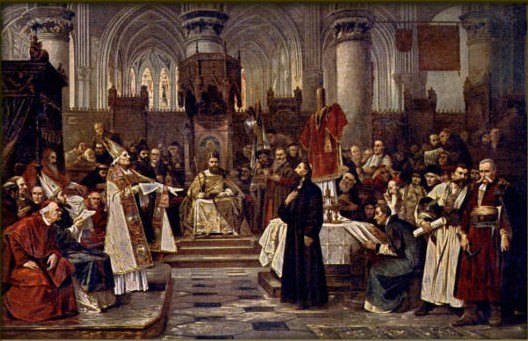
Målning av Václav Brožík föreställande Jan Hus på konciliet i Konstanz

Femte sessionens beslut den 6 april 1415 (dekretet Haec sancta) är epokgörande för avskaffandet av det påvliga enväldet. Det innehöll: varje koncilium som församlats rättmätigt i den helige Ande har sin makt omedelbart från Kristus, och envar, även påven, måste lyda dess beslut rörande trosfrågor och utrotande av kyrkoschism (se Konciliarism). Anklagad för skändliga brott, dömdes påven Johannes därefter till avsättning, sedan han redan förut flytt ur staden av fruktan för sin personliga säkerhet, fastän kejsaren givit honom lejdebrev. De båda andra påvarna som avsatts redan på konciliet i Pisa 1409, Benedictus XIII i Avignon och Gregorius XII i Rom oskadliggjordes. Schismen var således hävd. 
Bedömningen av Wycliffes och Hus läror slutade med dödsdom över Hus den 6 juli 1415 och över hans kollega Hieronymus den 30 maj 1416. Senare samma år grävdes Wyclifs kvarlevor upp i England och brändes (se postum avrättning), vilket var praxis vid denna tid för mycket grova förbrytare, vilkas brott uppdagats först efter att de redan begravts i vigd jord.
En del av medlemmarna yrkade sedan på att, innan ny påve valdes, mötet skulle fatta beslut angående kyrkoreformationen. Genom påvepartiets intriger valdes emellertid den italienske kardinalen Odo Colonna till påve den 11 november 1417, och han tog sig namnet Martin V; därefter ingick han i konkordatet med mötets nationer och upplöste mötet.